# Броди, Ти Джей
Ти-Джей Броди (англ. T. J. Brodie, полное имя — То́мас Джеймс Бро́ди (Thomas James Brodie); 7 июня 1990, Чатем-Кент, Онтарио, Канада) — профессиональный канадский хоккеист, защитник клуба НХЛ «Чикаго Блэкхокс». Четыре года отыграл в OHL. Также был участником чемпионата мира 2013 года в составе сборной Канады.

## Карьера в НХЛ
Профессиональный дебют Броди состоялся в 20 лет, в сезоне 2010-11. Руководство команды отметило прогресс в его игре, и планировало, что он присоединится к «Абботсфорд Хит», фарм-клубу «Калгари», выступающему в АХЛ. Молодой игрок очень здорово проявил себя во время тренировочного лагеря, чем заслужил вызов в основную команду. Сезон он начал в НХЛ, проведя 3 игры и заработав 2 минуты штрафа. Броди показал себя одним из лучших молодых игроков «огоньков», но вскоре был отправлен в команду АХЛ. Блестяще играя за «Абботсфорд», Броди удостоился вызова на Матч Всех Звёзд АХЛ. По итогам сезона он стал лучшим бомбардиром своей команды с 34 очками.
Сезон 2011-12 Ти-Джей также начал в составе «Абботсфорда», но в связи с травмой Антона Бабчука 11 ноября 2011 был вызван в основную команду. Своё первое очко в НХЛ набрал 18 ноября 2011, ассистировав Ли Стемпняку в матче с «Чикаго Блэкхокс». 9 дней спустя, в матче с «Миннесотой Уайлд», забил первый гол, поразив ворота Никласа Бекстрёма, когда пытался перевести шайбу на Тима Джекмана. В свой первый сезон в НХЛ Броди сыграл 54 матча и набрал 14 очков.
Во время локаута Броди играл в АХЛ. С возобновлением сезона вернулся в «Калгари». Как и в предыдущем чемпионате, Ти-Джей набрал 14 очков. Став одним из ведущих защитников «огоньков», проводя на льду в среднем по 20 минут, получил вызов в сборную Канады на чемпионат мира 2013, проходивший в Швеции и Финляндии. На турнире сыграл 7 матчей и сделал одну результативную передачу, а канадцы покинули чемпионат на стадии четвертьфинала, проиграв будущим чемпионам шведам в серии буллитов. Во время матча сборная Канады лишилась из-за травмы своего капитана Эрика Стаала, которого грубо атаковал Александр Эдлер.
Летом Ти-Джей подписал двухлетний контракт с «Калгари» суммой $4.25 млн. Броди начал сезон 2013-14 в первой паре обороны вместе с капитаном команды Марком Джиордано. По итогам сезона сыграл 81 матч и набрал 31 очко, а «огоньки» в пятый раз подряд не вышли в плей-офф.
Во время розыгрыша сезона 2014/15 Броди удалось установить несколько новых достижений: так, он впервые в карьере набрал 3(0+3) очка в одной игре — это случилось 2 ноября в «Белл-Центре», где со счётом 6-2 был повержен «Монреаль Канадиенс», а 9 января ему покорился первый в карьере дубль — от его точных выстрелов пострадал Эл Монтойя, но, в конечном итоге, его команда уступила со счётом 5-6 «Флориде Пантерз». В ходе сезона линия обороны «Калгари» является самой результативной в лиге.
2 июля 2024 года в качестве свободного агента подписал двухлетний контракт с «Чикаго Блэкхокс» на сумму $7,5 млн.

## Статистика
| Легенда | Легенда                    | Легенда | Легенда                   | Легенда | Легенда    |
| ------- | -------------------------- | ------- | ------------------------- | ------- | ---------- |
| И       | Количество проведённых игр | Штр     | Штрафное время            | +/−     | Плюс-минус |
| Г       | Голы                       | П       | Голевые передачи          | О       | Очки       |
| -       | Статистика неизвестна      | —       | Статистика не учитывалась |         |            |

## Награды и достижения
- АХЛ – Матч Всех Звёзд 2011